# 서있는 여자
《서있는 여자》는 1986년 7월 20일에 MBC TV에서 방영되었던 베스트셀러극장이다.

## 줄거리
잡지사 기자로 일하고 있는 연지(천현주)는 행복한 결혼생활을 영위하지 못했던 자신의 엄마(김윤경)와 아빠(이정길)의 모습을 보면서, 그 원인이 아빠의 가부장적인 태도에 있다고 생각하고 남녀평등을 주장하게 된다. 연지는 오래 알아 왔던 남자친구 철민(윤순홍)과 결혼하면 평등한 부부사이가 될 수 있을 것으로 생각하고 결혼하게 되는데...

## 출연
- 천현주
- 김윤경
- 이정길
- 윤순홍
- 김용림
- 김애경
- 김주영
- 홍성선
- 권경숙
- 박순애
- 신혜수